# Furstendömet Kastrioti
Furstendömet Kastrioti (1389–1444) var ett av de viktigaste furstendömena i det medeltida Albanien. Det skapades av Johan Kastriota den äldre och styrdes senare av Skanderbeg.